# Sinchi Roca
Sinchi Roca (kečua. Zinchi Roq'a) (Tampuquiru, ? - Cusco, o. 1258.), drugi vladar Kraljevstva Cusco (o. 1228. - o. 1258.) iz dinastije Cuzcohurin. Sin je i nasljednik prvog vladara Inka Manaca Cápaca († o. 1228.) i Mame Ocllo.
Sincha Roca je u postojećim povijesnim izvorima i kasnijim kronikama nastalim na osnovu usmene tradicije kao miroljubiv vladar koji se nije odveć upuštao u vojne kampanje, već je nastojao konsolidirati državu koju mu je ostavio u nasljedstvo njegov otac. Promicao je uporabu sustava navodnjavanja u svrhu razitka poljoprivrede i prema tradiciji, obavio je prvi popis stanovništva države Inka te izvršio teritorijalnu podjelu.
Otac ga je oženio s Mamom Cocom i imao je više sinova. Međutim, nije ga naslijedio prvorođeni sin Manco Sacapa, već mlađi sin Lloque Yupanqui čime je poremetio sustav nasljeđivanja prijestolja kojeg je ustanovio njegov otac.